# Roma (film 1972)
Roma è un film del 1972, diretto da Federico Fellini, presentato fuori concorso al 25º Festival di Cannes.
Il film è diviso in episodi e presenta Roma vista da Fellini attraverso i suoi ricordi d'infanzia legati allo studio scolastico della storia, i ricordi del suo impatto reale con la città nel 1939, quando vi si stabilì per fare il giornalista, e la sua percezione della Roma contemporanea.
La troupe del film, che stava girando una scena in piazza Navona a Roma, fu coinvolta per qualche ora nelle indagini sull'omicidio di un albergatore avvenuto nella vicina via del Pellegrino.
Federico Fellini raccontò di aver incontrato in strada a Parigi Luis Buñuel che gli chiese con aria di rimprovero perché non gli avesse fatto interpretare il ruolo di un cardinale nel film.

## Trama

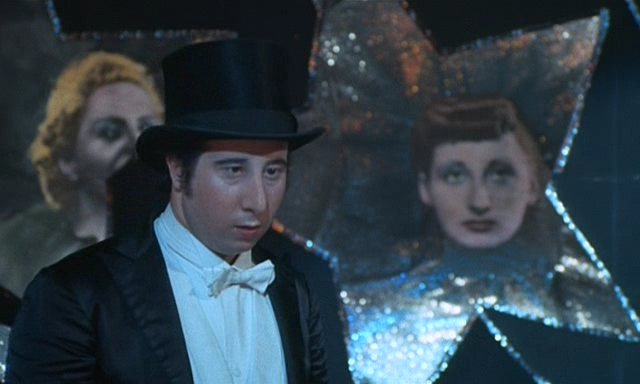
Alvaro, ballerino di tip tap

Il film si compone di nove episodi, slegati l'uno dall'altro:
- 1930. In una città di provincia alcune donne in bicicletta si scambiano confidenze in dialetto romagnolo; un preside tiene lezioni di storia romana ai bambini. Che si tratti di Rimini lo si desume da un cippo stradale sbrecciato che indica "Roma 340 km" (la distanza tra Roma e Rimini).
- 1939. Un giovane provinciale arriva alla stazione Termini e si guarda intorno curioso e smarrito. Con il tram si reca in via Albalonga dove prende alloggio presso una famiglia; la sera si reca in trattoria dove ha il primo impatto con i tipici rappresentanti di una umanità piccolo-borghese, sbracati e allegri, familiari e golosi. È affascinato dalla loro vitalità ma nel contempo resta sopraffatto dai loro modi aggressivi.
- 1971. Sul Grande Raccordo Anulare, Federico Fellini con una troupe cinematografica gira alcune scene di un documentario, incontrando pullman di tifosi, prostitute, transessuali, agenti della polizia stradale sopravvenuti per un incidente. La troupe si dirige verso il centro inquadrando le smorfie e i gesti degli automobilisti imprigionati in un ingorgo di traffico che arriva a circondare il Colosseo.
- 1971. A Villa Borghese la troupe di Fellini continua le riprese fra gruppi di turiste straniere assediate dai "pappagalli", mentre il regista discute con un gruppo di studenti che, in una situazione tipicamente post-sessantottina, gli raccomandano di non raccontare la solita Roma becera ma di focalizzare il documentario sui problemi delle fabbriche e delle borgate. Mentre la troupe consuma il "cestino", la voce di Fellini confessa che gli piacerebbe raccontare del "teatrino della Barafonda come era trenta anni fa".
- 1943. In un teatro di periferia ritroviamo il ragazzo provinciale che assiste a uno spettacolo di varietà con ballerine e comici, ma l'obiettivo è puntato soprattutto sul pubblico distratto e indisciplinato e sui suoi commenti volgari ad alta voce. La sirena dell'allarme aereo interrompe lo spettacolo e il pubblico fugge in fretta verso il rifugio. Qui, tra il rumore delle bombe e della contraerea, si svolge un battibecco tra un "camerata" e un "disfattista". Intanto il ragazzo fa amicizia con una ballerina tedesca; all'alba, dopo il cessato allarme, la gente fa ritorno a casa.
- 1971. In un cantiere della linea A della metropolitana di Roma, all'epoca in costruzione, la troupe continua a effettuare riprese. Un ingegnere mostra una zanna di mammut ritrovata durante gli scavi e afferma che Roma è in ritardo di un secolo sul trasporto pubblico perché i lavori vengono continuamente interrotti dai ritrovamenti archeologici e da una desolante burocrazia. Attraverso tunnel sotterranei, tra acqua e fumo, la troupe arriva alla "talpa", una grande trivella sotterranea che perfora il futuro percorso dei vagoni e che è ferma perché uno strumento (chiamato "trasmettitore") segnala un vuoto ("come nei Monti Albani"). Abbattendo con cautela il diaframma che li separa dal vuoto, penetrano in un ambiente decorato da splendide pitture di epoca romana. Al contatto con la luce e con l'aria, i dipinti si sgretolano e in pochi minuti si perdono per sempre. La troupe emerge dai sotterranei e, a piazza di Spagna riprende gruppi di giovani hippies sulla scalinata di Trinità dei Monti.
- 1940. In una casa di tolleranza popolare c'è una lunga fila di uomini e, in fondo, le ragazze vanno su e giù dalle scale mentre la maîtresse urla sguaiatamente. Dalle voci e dalle grevi battute dialettali si percepiscono le varie provenienze regionali delle donne, una varietà di corpi femminili, di insulti e di gesti osceni. Di qui si passa a una casa di lusso dove il giovane provinciale resta affascinato dalla bella Dolores e la invita a uscire insieme, ma lei non risponde.
- 1971. In un palazzo principesco della vecchia Roma si svolge una sfilata di moda ecclesiastica, una rassegna visionaria di abiti e paramenti sacri per suore, vescovi e alti prelati, per arrivare all'ultimo sfarzoso modello in sedia gestatoria, indossato dal papa in persona.
- 1971. A Trastevere, fra una folla di romani e turisti si svolge la Festa de' noantri. Gli hippies cantano seduti intorno alla fontana di Santa Maria in Trastevere, ma vengono improvvisamente caricati dalla polizia. Nella confusione viene rubata la macchina da presa della troupe. Pian piano la confusione cala, la piazza rimane deserta. In un vicolo una donna si avvicina al portone di un antico palazzo. È Anna Magnani. Fellini, fuori campo, le chiede di aggiungere anche una sua opinione al documentario su Roma, ma Anna Magnani non si fida e gli dà la buonanotte chiudendo il portone dietro di sé.
- L'epilogo mostra una banda di motociclisti che, sfrecciando di notte in giro per la città, illuminano con i loro fanali i più celebri monumenti, fino alla Porta Ardeatina per imboccare la Cristoforo Colombo e allontanarsi nel buio.[5]

## Soggetto e sceneggiatura
Il film doveva cogliere la quintessenza di Roma, non come un vero e proprio documentario ma come un documentario-simbolo; le prime due idee da cui nacque il film furono: le nuvole su Roma, riprese da un elicottero, che cambiano colore, si accumulano, si rompono, si sfilacciano; il «ponentino», seguito dalla sua origine e ripreso nel suo effetto sulla gente per le strade, i caffè, le gonne, i letti di Roma. Nel giro di poche settimane, Fellini abbandonò le due proposte iniziali e decise di condurre il film su tre binari paralleli: Roma antica (il mito e le suggestioni dei libri di scuola), Roma "vecchia" (i ricordi autobiografici di una Roma anteguerra), Roma "contemporanea" (testimonianze del presente, filtrate ovviamente dalla fantasia visionaria del regista).
In un'intervista rilasciata durante la lavorazione, il regista dichiarò: 
Come quasi sempre accadeva nella lavorazione dei film di Fellini, la sceneggiatura originale prevedeva molte altre idee che non furono sviluppate: un discorso sugli antichi romani, ma visto attraverso un film che si sta realizzando in una Cinecittà appena inaugurata, alla presenza di gerarchi compiaciuti; una riflessione sull'impenetrabilità dei palazzi del potere, attraverso una sequenza sull'architettura della Roma umbertina, in particolare sul Palazzo di Giustizia di piazza Cavour; una sequenza sul Tevere e sulla sua storia nei secoli; l'episodio Roma-Lazio su una partita di calcio con un tifoso che perde una scommessa e deve immergersi nella fontana di piazzale degli Eroi; Il camposanto, episodio che doveva essere girato al cimitero del Verano; una Chiacchierata prefinale che doveva concludere il film.

## Produzione
Dopo le esperienze de I clowns e del Block-notes di un regista, Fellini voleva nuovamente orientarsi verso un cinema non-narrativo, dal quale si sentiva protetto e, in un certo senso, deresponsabilizzato. Cominciò a vagare per Roma consultando archivi, intervistando studiosi ed esperti, parlando con la gente comune per strada. Senza avere ancora un'idea definitiva, diede il via alle riprese il 2 novembre 1970 e continuò ad accumulare materiale girato in momenti diversi, con molte interruzioni, per circa un anno.
Il produttore del film avrebbe dovuto essere Alberto Grimaldi, che aveva da poco prodotto, fra gli altri, Fellini Satyricon con un buon successo commerciale. D'accordo sull'idea di fondo, dopo aver visto alcune scene di assaggio, il produttore abbandonò il progetto, spaventato dai costi e dai dubbi sulla consistenza dell'anticipo versato dai distributori americani. Fellini quindi si rivolse a Elio Scardamaglia, già produttore de I clowns, ma anche questi si ritirò in un secondo momento. Alla fine il film fu realizzato con Turi Vasile, ma a causa del coinvolgimento della sua Ultra Film in uno scandalo finanziario, le riprese andarono avanti a singhiozzo per molti mesi.
Nonostante i buoni propositi di contenimento delle spese, Fellini fece ricostruire nel teatro 5 di Cinecittà lo stabile di via Albalonga, la trattoria del 1938 con i tavoli sul marciapiede e circa 500 metri di Raccordo Anulare con quattro corsie, più larghe di quelle vere. Riuscì tuttavia a risparmiare sugli attori, utilizzando volti poco noti o presi dalla strada, o ricorrendo ad amicizie personali, come l'impiegata Anna Maria Pescatori (l'imponente prostituta della via Appia che poi finì sul manifesto del film) o Guglielmo Guasta, veterano umorista del Travaso (il papa nella sfilata ecclesiastica). Il giornalista John Francis Lane e lo scrittore Gore Vidal interpretano se stessi, come pure Anna Magnani, Marcello Mastroianni, Alberto Sordi. Sordi, Mastroianni e la Magnani furono i soli attori noti voluti da Fellini, perché rappresentativi di una certa idea di Roma. Gli interventi di Mastroianni e Sordi furono in seguito eliminati, mentre per la Magnani questo film rappresenta la sua ultima apparizione cinematografica. In origine, l'attrice avrebbe dovuto dare al cameo un significato polemico, affermando con disapprovazione che il regista non aveva capito niente di Roma e che un film su Roma era irrealizzabile, ma alla fine Fellini decise di farla diventare più icasticamente il simbolo di una città misteriosa che non si fa svelare.

## Accoglienza
La prima proiezione avvenne al cinema Barberini di Roma il 18 marzo 1972; l'incasso fu modesto rispetto all'attesa (832 milioni di lire) e anche la critica rimase delusa da un film che non corrispondeva alla Roma reale, ma era l'ennesimo film su Fellini stesso. Il 14 maggio dello stesso anno, Roma venne presentato fuori concorso al Festival di Cannes, con una risposta tiepida che però nel tempo, presso molti artisti, critici e intellettuali si trasformò in un'approvazione entusiasta.

### Edizione italiana
La versione italiana del film si avvalse del contributo di alcuni doppiatori per i personaggi interpretati da attori non italiani. Corrado Gaipa, Franco Latini, Mario Feliciani, Cinzia Abbenante, Toni Ucci e Silvio Spaccesi prestarono le voci agli italiani Mimmo Poli, Dante Cleri, Nino Terzo, Renato Giovannoli, Francesco Magno, Fiona Florence, Romolo De Biasi e Libero Frissi.
Il doppiaggio venne eseguito dalla C.V.D. presso gli studi della Fono Roma sotto la direzione di Mario Maldesi.

## Colonna sonora
La colonna sonora del film, composta da Nino Rota e diretta da Carlo Savina, venne originariamente commercializzata solo negli Stati Uniti su un 33 giri United Artists (UA-LA052-F), in cui il nome di Savina venne erroneamente cambiato in Savino e col sottotitolo The Fall of Roman Empire 1931–1972.

## Riconoscimenti
- 1973 - Nastro d'argento
  - Migliore scenografia a Danilo Donati
  - Migliori costumi a Danilo Donati
- 1973 - Golden Globe
  - Nomination Miglior film straniero (Italia)
- 1974 - Premio BAFTA
  - Nomination Migliore scenografia a Danilo Donati
- 1972 - Festival di Cannes
  - Gran Premio della tecnica al film a Federico Fellini
- 1972 - Le Syndicat Français de la Critique de Cinéma
  - Miglior film straniero (Italia)

## Versioni alternative

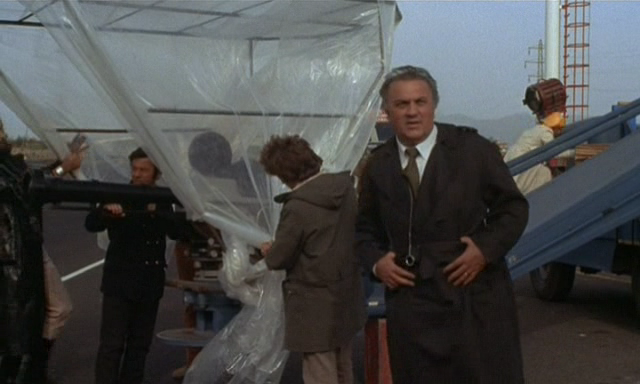
Federico Fellini interpreta se stesso nel film

Per la presentazione sul mercato estero Fellini, in collaborazione con il produttore del film e con Bernardino Zapponi, decise di alleggerire il film riducendolo a circa 115 minuti. I tagli, decisi in autonomia e senza interventi da parte della censura cinematografica che aveva già dato il nulla osta al film, con un divieto ai minori di 14 anni, riguardarono alcune sezioni della pellicola, mentre altre vennero lasciate indenni.
Le sezioni del film con modifiche sono le seguenti:
- L'arrivo a Roma: manca integralmente una sequenza comica all'interno del tram, ripresa da una striscia a fumetti già pubblicata sul Marc'Aurelio (scena 5)
- L'arrivo a «casa Palletta» è stato accorciato, manca il finale con alcune battute tra la servetta e il giovane Fellini, nella camera di quest'ultimo mentre disfa i bagagli (scena 6), e l'immagine di un cinema all'aperto ripreso dall'alto che il protagonista osserva dalla finestra (scena 7, che manca integralmente)
- Villa Borghese: il dialogo tra i giovani universitari e Fellini è stato accorciato e rimontato in maniera differente
- Teatrino della Barafonda: manca del tutto l'esibizione del comico che precede sulla scena Alvaro Vitali
- I bordelli: alleggerimento di alcune piccole parti relative al bordello economico (scene 4 e 6)
- Il défilé di moda ecclesiastica: tre tagli, al modello n° 4 Suora Missionaria e in due altri momenti della sfilata dove compaiono in una, dentro due teche, una mano ed una maschera metalliche e nell'altra un modello per vescovo. Manca anche un dialogo tra coloro che assistono alla sfilata. Tagli piuttosto evidenti dal fatto che, nelle immagini mantenute, si nota in lontananza il modello n° 4 sfilare via dalla sala e per dei bruschi salti nella colonna sonora
- Festa de Noantri: eliminati del tutto gli interventi di Marcello Mastroianni ed Alberto Sordi
- Motociclisti: alleggerita di alcuni dei monumenti filmati

## Interpreti non accreditati
Numerose le presenze non accreditate nel film, tra comparse e caratteristi. I più noti sono Francesco Di Giacomo, Anna Magnani e gli sconosciuti all'epoca: Eleonora Giorgi e Renato Zero.